# Manfred Felke
Manfred Felke (* 3. Juli 1943) war Fußballspieler in der DDR-Oberliga, der höchsten Fußballklasse des ostdeutschen Fußballverbandes. Er spielte dort für die BSG Lokomotive Stendal und den 1. FC Magdeburg.

## Karriere
Schon mit 18 Jahren spielte Felke für Lok Stendal während der Saison 1961/62 in der Oberliga und gehörte mit 28 absolvierten Punktspielen schon zum erweiterten Stammaufgebot. Nach Abstieg und Wiederaufstieg gehörte er zum tatsächlichen Spielerstamm in der Spielzeit 1963/64, als er auf allen Positionen der Abwehr spielend, 25 der 26 Oberliga-Punktspiele bestritt. Am 30. April 1966 erlebte Felke seinen Karrierehöhepunkt mit dem Erreichen des Endspiels um den FDGB-Pokal. Allerdings unterlagen die Stendaler Chemie Leipzig mit 0:1, womit Felke, der in dieser Begegnung als Rechtsverteidiger aufgeboten worden war, ein Titel versagt blieb. Von der Saison 1966/67 an rückte er zeitweise in die Mittelfeldreihe der Stendaler und wurde mit neun Treffern in zwei Jahren zum drittbesten Torschützen seiner Mannschaft innerhalb dieses Zeitraums. Damit konnte er jedoch 1968 den Abstieg der Stendaler in die zweitklassige DDR-Liga nicht verhindern.
Als Lok Stendal 1969 den Wiederaufstieg verpasste, wechselte Felke in die Oberliga zum amtierenden Pokalsieger 1. FC Magdeburg. Hier konnte er sich in der Oberligamannschaft jedoch nicht durchsetzen und absolvierte lediglich sechs Punktspiele (1 Tor), von denen er auch nur zweimal die vollen 90 Minuten spielte. Er wurde viel häufiger in der 2. Mannschaft des Klubs eingesetzt, für die der Defensiveallrounder in der Nordstaffel der Liga 16 Partien (3 Treffer) bestritt. Nach dem Ende der Saison 1969/70 kehrte Felke wieder zur BSG Lok Stendal zurück, die nach wie vor in der zweitklassigen DDR-Liga spielte. In Stendal beendete er schließlich seine aktive Laufbahn, wobei Felke in der Spielzeit 1972/73 (11 Spiele/2 Tore) zum letzten Mal in der Ligavertretung zum Einsatz kam.

## Statistik
- Alle Oberliga-Einsätze:
(Tore in Klammern)
  - Lok Stendal
    - 1961/62: 28
    - 1963/64: 25
    - 1964/65: 8
    - 1965/66: 21
    - 1966/67: 22 (5)
    - 1967/68: 20 (4)

  - 1. FC Magdeburg
    - 1969/70: 6 (1)